# Кангит (остров)
Кангит (англ. Kunghit Island) — пятый по величине остров в архипелаге Хайда-Гуаи (до 2010 года известный как Острова Королевы Шарлотты).

## География
Территориально остров относится к провинции Британская Колумбия. Площадь острова составляет 132 км². Длина береговой линии составляет 121 км. Расположен на крайнем юге архипелага, от лежащего к северо-западу острова Морсби отделён лишь узким проливом Хоустон-Стюарт. С запада омывается Тихим океаном, с востока проливом Хекате, отделяющим остров от материка. Крайняя южная точка острова, мыс Сент-Джеймс, является крайней юго-западной точкой пролива Хекате и крайней северо-западной точкой залива Королевы Шарлотты. Длина острова 24 км, ширина — от 2 до 13 км.